# The Crawling Hand
The Crawling Hand este un film SF american din 1963 regizat de Herbert L. Strock. În rolurile principale joacă actorii Peter Breck, Kent Taylor.

## Prezentare
După ce capsula spațială a unui astronaut explodează pe orbită, un adolescent găsește un braț rupt, printre resturile prăbușite pe Pământ. Curând brațul înviază pentru a comite crime și pentru a poseda mintea tânărului.

## Actori
- Peter Breck este Steve Curan
- Kent Taylor este Dr. Max Weitzberg
- Rod Lauren este Paul Lawrence
- Alan Hale Jr. este Sheriff Townsend (ca Alan Hale)
- Allison Hayes este Donna
- Sirry Steffen este Marta Farnstrom
- Arline Judge este Mrs. Hotchkiss
- Richard Arlen este Lee Barrenger
- Tristram Coffin este Security Chief Meidel (ca Tristam Coffin)
- Ross Elliott este Deputy Earl Harrison
- Stan Jones este Funeral Director (ca G. Stanley Jones)
- Jock Putnam este Ambulance Attendant
- Andy Andrews este Ambulance Attendant
- Syd Saylor este Soda Shop Owner
- Ed Wermer este Prof. Farnstrom

### Mystery Science Theater 3000
- "Mystery Science Theater 3000" The Crawling Hand (TV episode 1989) la Internet Movie Database
- Episode guide: 106- The Crawling Hand